# 88146 Castello
88146 Castello è un asteroide della fascia principale. Scoperto nel 2000, presenta un'orbita caratterizzata da un semiasse maggiore pari a 2,9310703 au e da un'eccentricità di 0,0647709, inclinata di 1,33603° rispetto all'eclittica.
L'asteroide è dedicato all'omonimo sito archeologico nel comune di Mendrisio.